# 胡虹卉
胡虹卉，中华人民共和国政治人物、全国脱贫攻坚先进个人。

## 生平
胡虹卉任黟县碧阳镇丰梧村驻村第一书记、扶贫工作队队长，黟县碧阳财政分局一级科员。因在脱贫攻坚战中作出突出贡献，2021年2月25日全国脱贫攻坚总结表彰大会上，胡虹卉被授予“全国脱贫攻坚先进个人”。